# Pyter Jentjes Rollema
Pyter Jentjes Rollema, ook Pieter Jentjes Rollema (Sneek, 10 oktober 1786 – voor 6 augustus 1845) was een Nederlands timmerman en architect die voornamelijk bekend is vanwege zijn werk als stadsarchitect van Sneek.

## Leven en werk
Rollema werd geboren als zoon van Jentje Heerkes Rollema en Agnes Judith (Angenieske) Pyters Augustinus. Hij was meestertimmerman. In 1808 trouwde Rollema met Antje Lieuwes de Vries, met wie hij zeven kinderen kreeg.
In 1813 kocht hij een huis aan de Oosterdijk. Zijn zuster Nieske overleed in 1819.
In 1826 kwam Rollema in dienst van de stad Sneek als stadsarchitect. In die hoedanigheid ontwierp hij diverse bekende gebouwen. Veel van zijn bouwwerken zijn nog altijd aanwezig in het straatbeeld en zijn inmiddels benoemd tot rijksmonument. Van zijn hand zijn onder meer de ontwerpen van gebouwen die tegenwoordig dienstdoen als Fries Scheepvaart Museum, het pand Kleinzand 32 (Weduwe Joustra), de voormalige Rechtbank Sneek en de Doopsgezinde kerk aan de Singel. Rollema overleed in 1845 en werd opgevolgd door architect Meinse Molenaar.
Behalve architect was Rollema ook regent van het Stads Armenhuis te Sneek

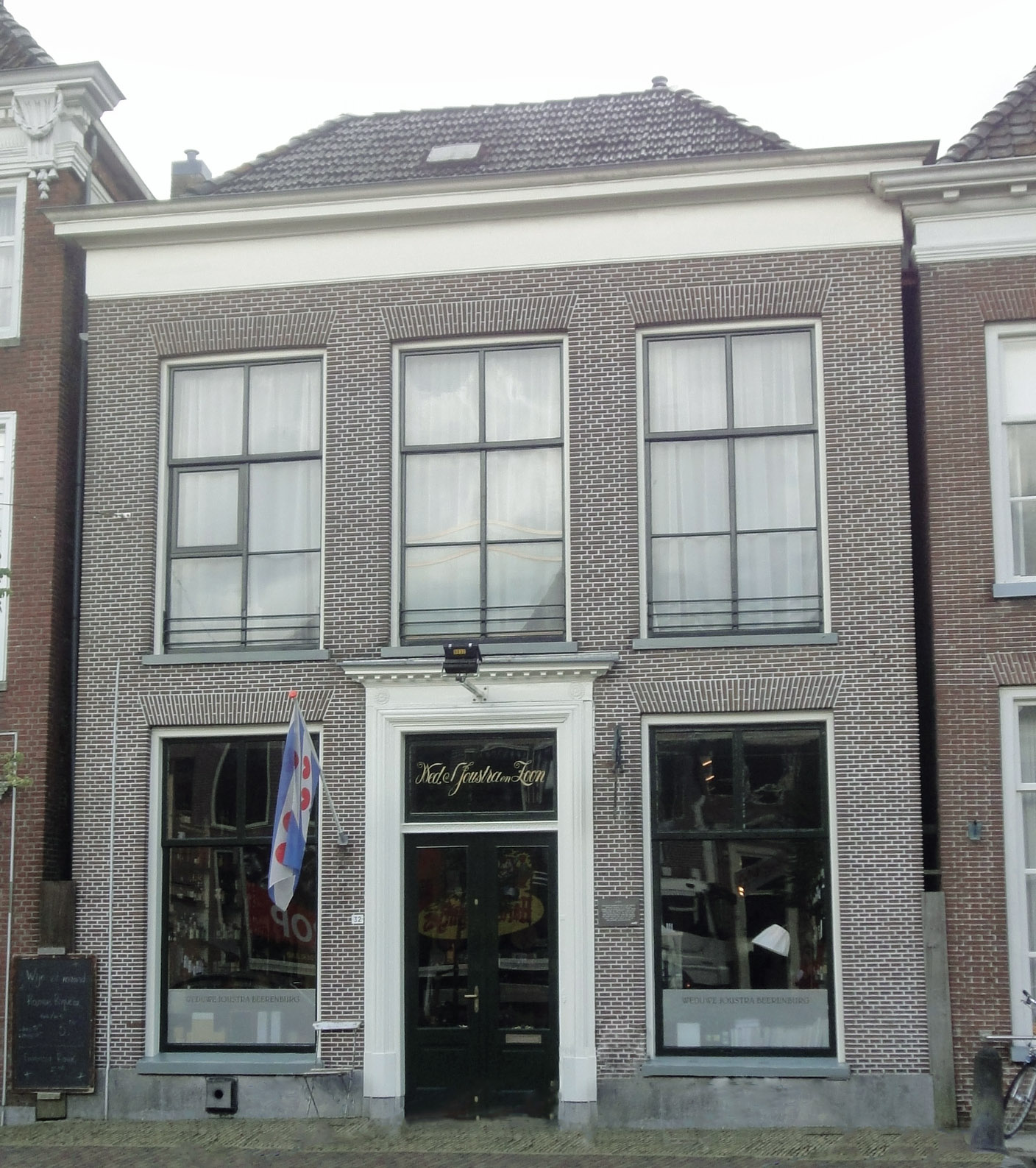
Kleinzand 32 (1829)
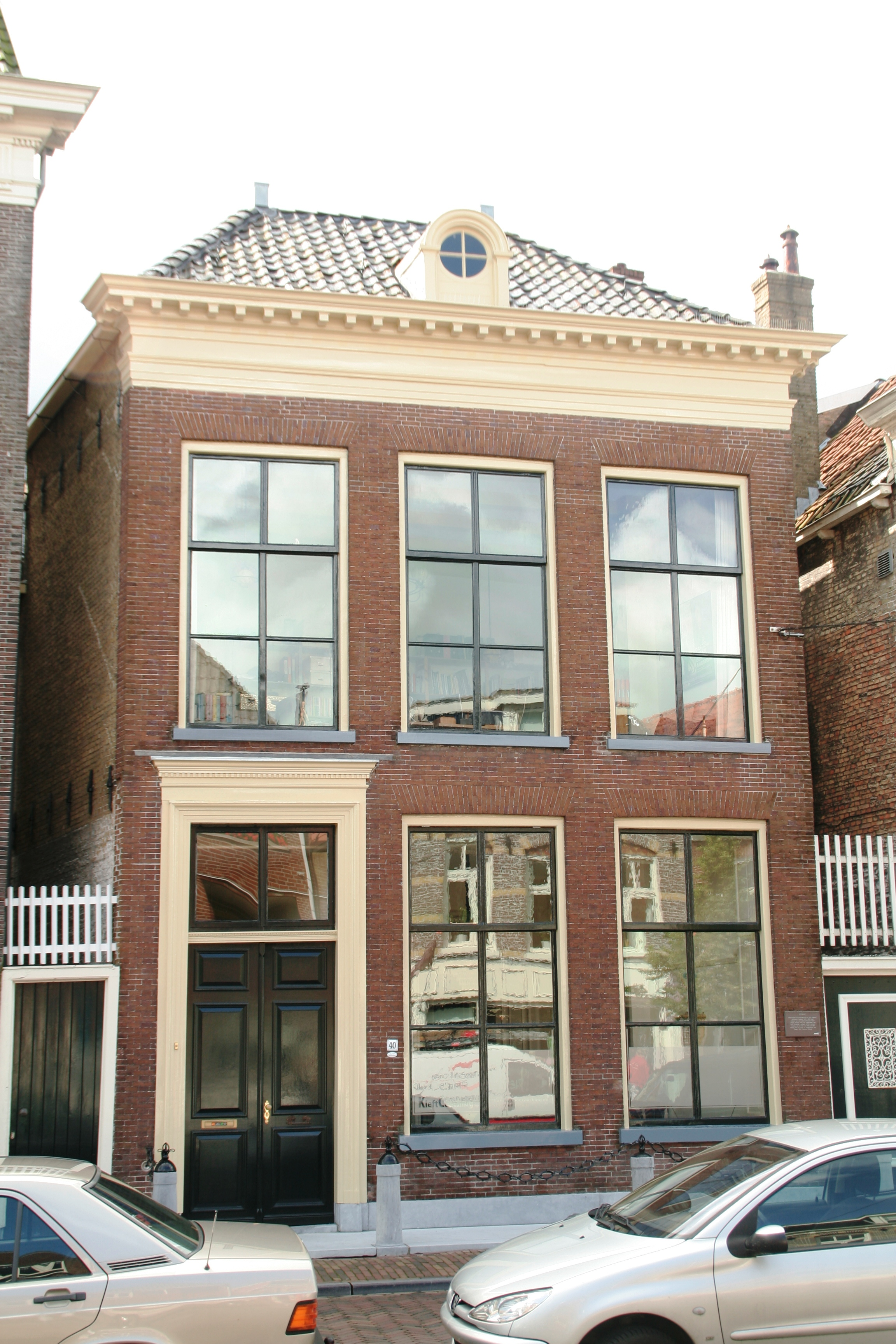
Kleinzand 40 (1842)
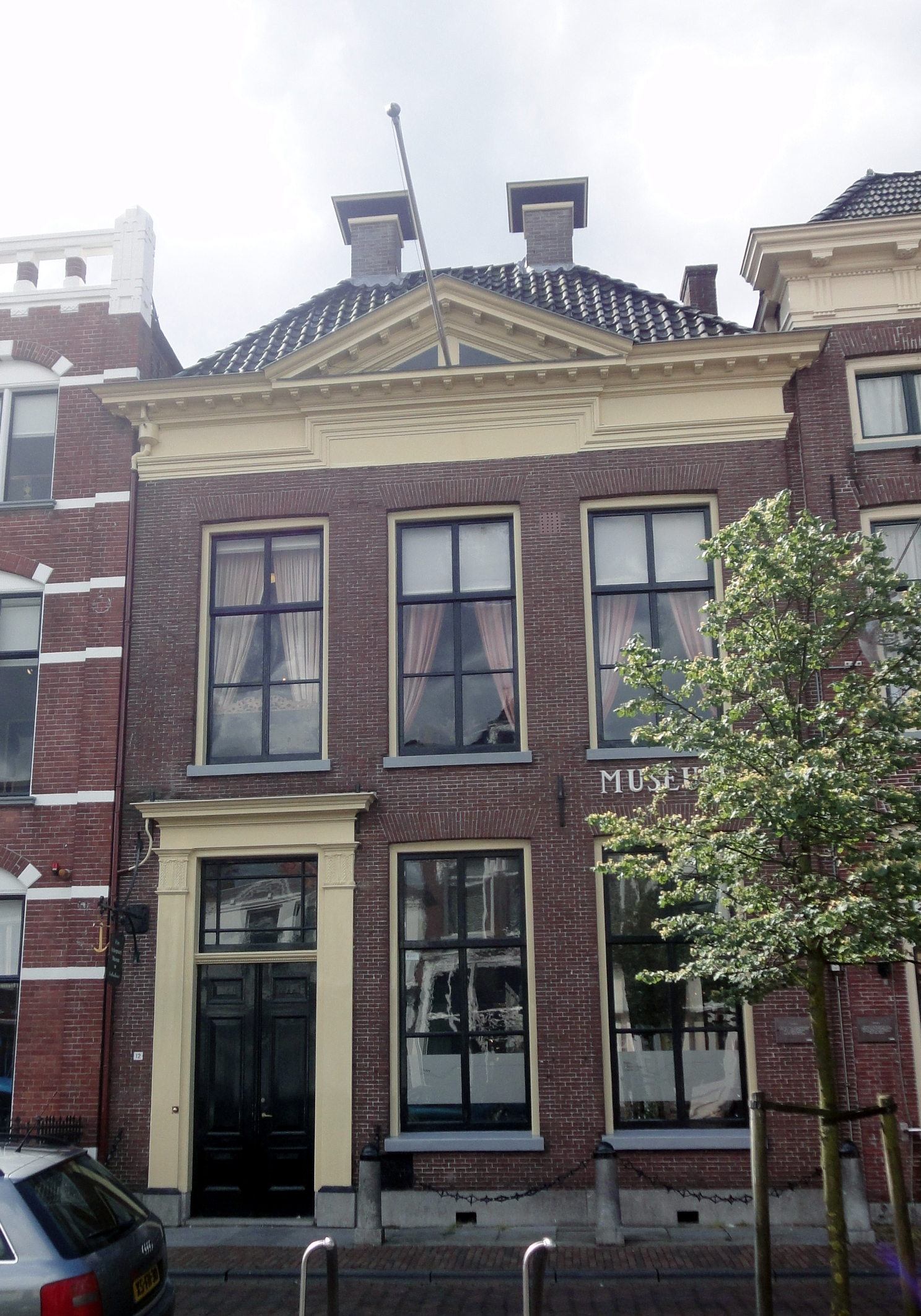
Kleinzand 12 (1844)